# Barnsley F.C. mùa giải 2015-16
Mùa giải 2015-16 là mùa giải thứ hai liên tiếp của Barnsley tại League One sau khi xuống hạng từ Championship ở mùa giải 2013-14. Cùng với League One, câu lạc bộ cũng thi đấu tại Cúp FA, Cúp Liên đoàn và Football League Trophy. Mùa giải kéo dài từ ngày 1 tháng 7 năm 2015 to 30 tháng 6 năm 2016.
Barnsley được thăng hạng chơi ở Football League Championship, sau khi đánh bại Millwall 3-1 trong trận chung kết play-off.  Barnsley cũng vô địch Football League Trophy, sau khi đánh bại Oxford United 3-2 trong trận chung kết.

## Đội hình
| Số       | Tên             | Vị trí  | Q.tịch           | Nơi sinh          | Tuổi    | Số trận | Bàn thắng | Ký hợp đồng từ      | Ngày ký hợp đồng     | Phí           | Hết hợp đồng |         |         |
| Thủ môn  | Thủ môn         | Thủ môn | Thủ môn          | Thủ môn           | Thủ môn | Thủ môn | Thủ môn   | Thủ môn             | Thủ môn              | Thủ môn       | Thủ môn      | Thủ môn | Thủ môn |
| -------- | --------------- | ------- | ---------------- | ----------------- | ------- | ------- | --------- | ------------------- | -------------------- | ------------- | ------------ | ------- | ------- |
| 1        | Adam Davies     | GK      | Anh              | Rinteln           | 32      | 75      | 0         | Sheffield Wednesday | 13 tháng 6 năm 2014  | Miễn phí      | 2018         |         |         |
| 13       | Nick Townsend   | GK      | Anh              | Solihull          | 30      | 10      | 0         | Birmingham City     | 1 tháng 9 năm 2015   | Không tiết lộ | 2018         |         |         |
| 23       | Jack Walton     | GK      | Anh              |                   | 26      | 0       | 0         | Học viện            | 1 tháng 7 năm 2015   | Thực tập sinh | 2018         |         |         |
| Hậu vệ   |                 |         |                  |                   |         |         |           |                     |                      |               |              |         |         |
| 2        | James Bree      | RB/RW   | Anh              | Wakefield         | 27      | 40      | 0         | Học viện            | 1 tháng 1 năm 2014   | Thực tập sinh | 2017         |         |         |
| 3        | George Smith    | LB      | Anh              | Barnsley          | 28      | 44      | 0         | Học viện            | 1 tháng 7 năm 2014   | Thực tập sinh | 2016         |         |         |
| 4        | Marc Roberts    | CB      | Anh              | Barnsley          | 34      | 42      | 1         | FC Halifax Town     | 1 tháng 7 năm 2015   | Miễn phí      | 2018         |         |         |
| 5        | Lewin Nyatanga  | CB      | Wales            | Burton upon Trent | 36      | 144     | 10        | Bristol City        | 9 tháng 7 năm 2013   | Miễn phí      | 2017         |         |         |
| 22       | George Williams | RB      | Anh              | Hillingdon        | 31      | 27      | 1         | Worcester City      | 22 tháng 12 năm 2014 | Không tiết lộ | 2016         |         |         |
| 26       | Alfie Mawson    | CB      | Anh              | Hillingdon        | 31      | 59      | 7         | Brentford           | 1 tháng 7 năm 2015   | Miễn phí      | 2018         |         |         |
| 28       | Jack Cowgill    | CB      | Anh              | Wakefield         | 28      | 2       | 0         | Học viện            | 1 tháng 7 năm 2014   | Thực tập sinh | 2017         |         |         |
| 29       | Matty Templeton | LB      | Anh              | Worksop           | 28      | 3       | 1         | Học viện            | 1 tháng 7 năm 2015   | Thực tập sinh | 2017         |         |         |
| 35       | Aidan White     | LB      | Anh              | Otley             | 33      | 19      | 0         | Rotherham United    | tháng 1 năm 2016     | Miễn phí      | 2017         |         |         |
| 36       | Callum Evans    | DF      | Anh              |                   | 29      | 0       | 0         | Manchester United   | 29 tháng 4 năm 2016  | Miễn phí      | 2017         |         |         |
| Tiền vệ  |                 |         |                  |                   |         |         |           |                     |                      |               |              |         |         |
| 7        | Josh Scowen     | CM      | Anh              | Enfield           | 31      | 64      | 8         | Wycobme Wanderers   | 15 tháng 1 năm 2015  | Không tiết lộ | 2017         |         |         |
| 8        | Conor Hourihane | CM      | Cộng hòa Ireland | County Cork       | 34      | 107     | 25        | Plymouth Argyle     | 23 tháng 6 năm 2014  | £200.000      | 2017         |         |         |
| 10       | Ryan Williams   | WG      | Úc               | Subiaco           | 31      | 13      | 0         | Fulham              | 26 tháng 7 năm 2015  | Không tiết lộ | 2017         |         |         |
| 11       | Josh Brownhill  | CM      | Anh              | Warrington        | 20      | 27      | 3         | Preston North End   | 14 tháng 1 năm 2016  | Cho mượn      | 2016         |         |         |
| 14       | Paul Digby      | CM      | Anh              | Sheffield         | 30      | 25      | 0         | Học viện            | 1 tháng 8 năm 2011   | Thực tập sinh | 2017         |         |         |
| 15       | Marley Watkins  | WG      | Anh              | London            | 34      | 42      | 8         | Inverness CT        | 1 tháng 7 năm 2015   | Miễn phí      | 2017         |         |         |
| 17       | Brad Abbott     | CM      | Anh              | Doncaster         | 30      | 9       | 0         | Học viện            | 1 tháng 7 năm 2013   | Thực tập sinh | 2016         |         |         |
| 19       | Otis Khan       | MF      | Pakistan         | Ashton-under-Lyne | 29      | 3       | 0         | Sheffield United    | 25 tháng 1 năm 2016  | Miễn phí      | 2017         |         |         |
| 20       | Adam Hammill    | RW      | Anh              | Liverpool         | 37      | 118     | 22        | Cầu thủ tự do       | 9 tháng 11 năm 2015  | Miễn phí      | 2018         |         |         |
| 32       | Harry Chapman   | WG      | Anh              | Hartlepool        | 18      | 14      | 1         | Middlesbrough       | 26 tháng 2 năm 2016  | Cho mượn      | 2016         |         |         |
| 34       | Lloyd Isgrove   | LW      | Wales            | Yeovil            | 23      | 36      | 1         | Southampton         | 23 tháng 10 năm 2015 | Cho mượn      | 2016         |         |         |
| Tiền đạo |                 |         |                  |                   |         |         |           |                     |                      |               |              |         |         |
| 9        | Sam Winnall     | CF      | Anh              | Wolverhampton     | 34      | 93      | 37        | Scunthorpe United   | 23 tháng 7 năm 2014  | Không tiết lộ | 2017         |         |         |
| 18       | Ashley Fletcher | CF      | Anh              | Keighley          | 29      | 27      | 9         | Manchester United   | 7 tháng 1 năm 2016   | Cho mượn      | 2016         |         |         |
| 24       | Ivan Toney      | CF      | Anh              | Northampton       | 20      | 20      | 2         | Newcastle United    | 24 tháng 3 năm 2016  | Cho mượn      | 2016         |         |         |
| 25       | Shaun Tuton     | CF      | Anh              | Sheffield         | 33      | 7       | 0         | FC Halifax Town     | 1 tháng 2 năm 2016   | Không tiết lộ | 2017         |         |         |

### Thống kê
Tính đến 24 tháng 6 năm 2016
| Số                                         | VT | QT               | Cầu thủ                                     | Tổng số | Tổng số | League | League | Cúp FA | Cúp FA | League Cup | League Cup | League Trophy | League Trophy |
| Số                                         | VT | QT               | Cầu thủ                                     | Trận    | Bàn     | Trận   | Bàn    | Trận   | Bàn    | Trận       | Bàn        | Trận          | Bàn           |
| ------------------------------------------ | -- | ---------------- | ------------------------------------------- | ------- | ------- | ------ | ------ | ------ | ------ | ---------- | ---------- | ------------- | ------------- |
| 1                                          | TM | Anh              | Adam Davies                                 | 46      | 0       | 38+0   | 0      | 1+0    | 0      | 1+0        | 0          | 6+0           | 0             |
| 2                                          | HV | Anh              | James Bree                                  | 24      | 0       | 17+2   | 0      | 0+0    | 0      | 1+0        | 0          | 1+3           | 0             |
| 3                                          | HV | Anh              | George Smith                                | 25      | 0       | 14+5   | 0      | 1+0    | 0      | 1+1        | 0          | 3+0           | 0             |
| 4                                          | HV | Anh              | Marc Roberts                                | 38      | 1       | 28+5   | 1      | 1+0    | 0      | 2+0        | 0          | 1+1           | 0             |
| 5                                          | HV | Wales            | Lewin Nyatanga                              | 28      | 3       | 19+2   | 2      | 1+0    | 0      | 2+0        | 0          | 4+0           | 1             |
| 7                                          | TV | Anh              | Josh Scowen                                 | 39      | 5       | 24+9   | 4      | 1+0    | 0      | 2+0        | 1          | 2+1           | 0             |
| 8                                          | TV | Cộng hòa Ireland | Conor Hourihane                             | 50      | 11      | 40+1   | 10     | 0+1    | 0      | 1+1        | 0          | 6+0           | 1             |
| 9                                          | TĐ | Anh              | Sam Winnall                                 | 53      | 22      | 36+7   | 21     | 1+0    | 0      | 1+1        | 1          | 6+1           | 0             |
| 10                                         | TV | Úc               | Ryan Williams                               | 6       | 0       | 1+4    | 0      | 0+0    | 0      | 0+0        | 0          | 1+0           | 0             |
| 11                                         | TV | Anh              | Josh Brownhill (mượn từ Preston North End)  | 23      | 2       | 20+1   | 2      | 0+0    | 0      | 0+0        | 0          | 2+0           | 0             |
| 13                                         | TM | Anh              | Nick Townsend                               | 10      | 0       | 8+0    | 0      | 0+0    | 0      | 1+0        | 0          | 1+0           | 0             |
| 14                                         | TV | Anh              | Paul Digby                                  | 3       | 0       | 1+0    | 0      | 0+0    | 0      | 0+0        | 0          | 0+2           | 0             |
| 15                                         | TV | Anh              | Marley Watkins                              | 41      | 8       | 32+2   | 5      | 1+0    | 0      | 2+0        | 1          | 4+0           | 2             |
| 16                                         | TĐ | Anh              | George Maris                                | 2       | 0       | 0+1    | 0      | 1+0    | 0      | 0+0        | 0          | 0+0           | 0             |
| 17                                         | TV | Anh              | Brad Abbott                                 | 1       | 0       | 0+0    | 0      | 0+0    | 0      | 0+0        | 0          | 1+0           | 0             |
| 18                                         | TĐ | Anh              | Ashley Fletcher (mượn từ Manchester United) | 24      | 7       | 12+9   | 5      | 0+0    | 0      | 0+0        | 0          | 1+2           | 2             |
| 19                                         | TV | Pakistan         | Otis Khan                                   | 3       | 0       | 0+3    | 0      | 0+0    | 0      | 0+0        | 0          | 0+0           | 0             |
| 20                                         | TV | Anh              | Adam Hammill                                | 30      | 8       | 25+0   | 5      | 0+0    | 0      | 0+0        | 0          | 5+0           | 3             |
| 22                                         | HV | Anh              | George Williams                             | 20      | 1       | 16+3   | 1      | 0+0    | 0      | 0+0        | 0          | 1+0           | 0             |
| 24                                         | TĐ | Anh              | Ivan Toney (mượn từ Newcastle United)       | 15      | 2       | 10+2   | 1      | 0+0    | 0      | 0+0        | 0          | 2+1           | 1             |
| 25                                         | TĐ | Anh              | Shaun Tuton                                 | 5       | 0       | 0+5    | 0      | 0+0    | 0      | 0+0        | 0          | 0+0           | 0             |
| 26                                         | HV | Anh              | Alfie Mawson                                | 56      | 7       | 46+0   | 6      | 1+0    | 0      | 2+0        | 0          | 7+0           | 1             |
| 29                                         | HV | Anh              | Matty Templeton                             | 3       | 1       | 0+2    | 1      | 0+0    | 0      | 0+1        | 0          | 0+0           | 0             |
| 32                                         | TV | Anh              | Harry Chapman (mượn từ Middlesbrough)       | 9       | 1       | 3+5    | 1      | 0+0    | 0      | 0+0        | 0          | 0+1           | 0             |
| 34                                         | TV | Wales            | Lloyd Isgrove (mượn từ Southampton)         | 32      | 0       | 27+0   | 0      | 0+1    | 0      | 0+0        | 0          | 4+0           | 0             |
| 35                                         | HV | Anh              | Aidan White                                 | 18      | 0       | 14+0   | 0      | 0+0    | 0      | 0+0        | 0          | 4+0           | 0             |
| Players who returned to their parent club: |    |                  |                                             |         |         |        |        |        |        |            |            |               |               |
| 6                                          | HV | Anh              | Callum Connolly (mượn từ Everton)           | 3       | 0       | 3+0    | 0      | 0+0    | 0      | 0+0        | 0          | 0+0           | 0             |
| 6                                          | HV | Cộng hòa Ireland | Kevin Long (mượn từ Burnley)                | 13      | 2       | 11+0   | 2      | 0+0    | 0      | 0+0        | 0          | 2+0           | 0             |
| 12                                         | TĐ | Anh              | Michael Smith (mượn từ Swindon Town)        | 13      | 0       | 4+9    | 0      | 0+0    | 0      | 0+0        | 0          | 0+0           | 0             |
| 18                                         | TĐ | Cộng hòa Ireland | Conor Wilkinson (mượn từ Bolton Wanderers)  | 12      | 1       | 2+6    | 1      | 0+1    | 0      | 1+1        | 0          | 0+1           | 0             |
| 19                                         | TV | Anh              | Ben Pearson (mượn từ Manchester United)     | 29      | 2       | 23+0   | 1      | 1+0    | 0      | 2+0        | 0          | 3+0           | 1             |
| 20                                         | TV | Anh              | Joe Rothwell (mượn từ Manchester United)    | 7       | 0       | 2+2    | 0      | 0+0    | 0      | 1+1        | 0          | 1+0           | 0             |
| 21                                         | TV | Anh              | Daniel Crowley (mượn từ Arsenal)            | 13      | 1       | 6+5    | 0      | 0+0    | 0      | 1+0        | 1          | 1+0           | 0             |
| 27                                         | TV | Anh              | Kadeem Harris (mượn từ Cardiff City)        | 13      | 0       | 7+4    | 0      | 0+0    | 0      | 0+0        | 0          | 2+0           | 0             |
| Cầu thủ rời khỏi câu lạc bộ:               |    |                  |                                             |         |         |        |        |        |        |            |            |               |               |
| 11                                         | TĐ | Canada           | Simeon Jackson                              | 10      | 0       | 1+8    | 0      | 0+0    | 0      | 0+0        | 0          | 1+0           | 0             |
| 30                                         | TĐ | Anh              | Harry White                                 | 2       | 0       | 0+0    | 0      | 0+0    | 0      | 0+0        | 0          | 0+2           | 0             |
| 32                                         | HV | Anh              | Reece Wabara                                | 26      | 1       | 18+1   | 1      | 1+0    | 0      | 1+0        | 0          | 5+0           | 0             |

#### Đội hình trận play-off
| Số | VT | QT               | Cầu thủ         | Tổng số | Tổng số | Play-off | Play-off |
| Số | VT | QT               | Cầu thủ         | Trận    | Bàn     | Trận     | Bàn      |
| -- | -- | ---------------- | --------------- | ------- | ------- | -------- | -------- |
| 1  | TM | Anh              | Adam Davies     | 3       | 0       | 3+0      | 0        |
| 4  | HV | Anh              | Marc Roberts    | 3       | 0       | 3+0      | 0        |
| 7  | TV | Anh              | Josh Scowen     | 3       | 0       | 3+0      | 0        |
| 8  | TV | Cộng hòa Ireland | Conor Hourihane | 3       | 0       | 3+0      | 0        |
| 9  | TĐ | Anh              | Sam Winnall     | 3       | 2       | 3+0      | 2        |
| 11 | TV | Anh              | Josh Brownhill  | 3       | 1       | 3+0      | 1        |
| 12 | TV | Anh              | Pat McCourt     | 1       | 0       | 0+1      | 0        |
| 15 | TV | Anh              | Marley Watkins  | 1       | 0       | 0+1      | 0        |
| 18 | TĐ | Anh              | Ashley Fletcher | 3       | 2       | 3+0      | 2        |
| 20 | TV | Anh              | Adam Hammill    | 3       | 2       | 3+0      | 2        |
| 22 | HV | Anh              | George Williams | 3       | 0       | 3+0      | 0        |
| 24 | TĐ | Anh              | Ivan Toney      | 3       | 0       | 0+3      | 0        |
| 26 | HV | Anh              | Alfie Mawson    | 3       | 0       | 3+0      | 0        |
| 30 | TĐ | Anh              | Harry White     | 1       | 0       | 0+1      | 0        |
| 32 | TV | Anh              | Harry Chapman   | 2       | 0       | 0+2      | 0        |
| 34 | TV | Wales            | Lloyd Isgrove   | 3       | 1       | 3+0      | 1        |

#### Số liệu bàn thắng
Tính đến 24 tháng 6 năm 2016
| Thứ hạng      | Số            | Vị trí        | Tên             | League One | Cúp FA | League Cup | League Trophy | Play-off | Tổng cộng |
| ------------- | ------------- | ------------- | --------------- | ---------- | ------ | ---------- | ------------- | -------- | --------- |
| 1             | 9             | FW            | Sam Winnall     | 22         | 0      | 1          | 0             | 2        | 25        |
| 2             | 8             | MF            | Conor Hourihane | 10         | 0      | 0          | 1             | 0        | 11        |
| 3             | 18            | FW            | Ashley Fletcher | 5          | 0      | 0          | 2             | 2        | 9         |
| 3             | 20            | MF            | Adam Hammill    | 4          | 0      | 0          | 3             | 2        | 9         |
| 5             | 15            | MF            | Marley Watkins  | 5          | 0      | 1          | 2             | 0        | 8         |
| 6             | 26            | DF            | Alfie Mawson    | 6          | 0      | 0          | 1             | 0        | 7         |
| 7             | 7             | MF            | Josh Scowen     | 4          | 0      | 1          | 0             | 0        | 5         |
| 8             | 5             | DF            | Lewin Nyatanga  | 2          | 0      | 0          | 1             | 0        | 3         |
| 8             | 11            | MF            | Josh Brownhill  | 2          | 0      | 0          | 0             | 1        | 3         |
| 10            | 6             | DF            | Kevin Long      | 2          | 0      | 0          | 0             | 0        | 2         |
| 10            | 19            | MF            | Ben Pearson     | 1          | 0      | 0          | 1             | 0        | 2         |
| 10            | 24            | FW            | Ivan Toney      | 1          | 0      | 0          | 1             | 0        | 2         |
| 13            | 4             | DF            | Marc Roberts    | 1          | 0      | 0          | 0             | 0        | 1         |
| 13            | 18            | FW            | Conor Wilkinson | 1          | 0      | 0          | 0             | 0        | 1         |
| 13            | 21            | MF            | Daniel Crowley  | 0          | 0      | 1          | 0             | 0        | 1         |
| 13            | 22            | DF            | George Williams | 1          | 0      | 0          | 0             | 0        | 1         |
| 13            | 29            | DF            | Matty Templeton | 1          | 0      | 0          | 0             | 0        | 1         |
| 13            | 32            | MF            | Reece Wabara    | 1          | 0      | 0          | 0             | 0        | 1         |
| 13            | 32            | MF            | Harry Chapman   | 1          | 0      | 0          | 0             | 0        | 1         |
| 13            | 34            | MF            | Lloyd Isgrove   | 0          | 0      | 0          | 0             | 1        | 1         |
| Phản lưới nhà | Phản lưới nhà | Phản lưới nhà | Phản lưới nhà   | 1          | 0      | 0          | 1             | 1        | 3         |
| Tổng cộng     | Tổng cộng     | Tổng cộng     | Tổng cộng       | 66         | 0      | 4          | 12            | 9        | 91        |

#### Số liệu kỉ luật
Tính đến 24 tháng 6 năm 2016
| Số        | Vị trí    | Tên             | League One | League One | Cúp FA   | Cúp FA | League Cup | League Cup | League Trophy | League Trophy | Play-off | Play-off | Tổng cộng | Tổng cộng |
| Số        | Vị trí    | Tên             | Thẻ vàng   | Thẻ đỏ     | Thẻ vàng | Thẻ đỏ | Thẻ vàng   | Thẻ đỏ     | Thẻ vàng      | Thẻ đỏ        | Thẻ vàng | Thẻ đỏ   | Thẻ vàng  | Thẻ đỏ    |
| --------- | --------- | --------------- | ---------- | ---------- | -------- | ------ | ---------- | ---------- | ------------- | ------------- | -------- | -------- | --------- | --------- |
| 2         | DF        | James Bree      | 1          | 0          | 0        | 0      | 0          | 0          | 0             | 0             | 0        | 0        | 1         | 0         |
| 3         | DF        | George Smith    | 1          | 0          | 0        | 0      | 0          | 0          | 0             | 0             | 0        | 0        | 1         | 0         |
| 4         | DF        | Marc Roberts    | 3          | 0          | 0        | 0      | 1          | 0          | 0             | 0             | 1        | 0        | 5         | 0         |
| 5         | DF        | Lewin Nyatanga  | 1          | 0          | 0        | 0      | 0          | 0          | 0             | 0             | 0        | 0        | 1         | 0         |
| 6         | DF        | Callum Connolly | 1          | 0          | 0        | 0      | 0          | 0          | 0             | 0             | 0        | 0        | 1         | 0         |
| 6         | DF        | Kevin Long      | 2          | 1          | 0        | 0      | 0          | 0          | 0             | 0             | 0        | 0        | 2         | 1         |
| 7         | MF        | Josh Scowen     | 9          | 0          | 0        | 0      | 0          | 0          | 0             | 0             | 0        | 0        | 9         | 0         |
| 8         | MF        | Conor Hourihane | 10         | 0          | 0        | 0      | 0          | 0          | 1             | 0             | 0        | 0        | 11        | 0         |
| 9         | FW        | Sam Winnall     | 6          | 0          | 0        | 0      | 1          | 0          | 3             | 0             | 0        | 0        | 10        | 0         |
| 10        | MF        | Ryan Williams   | 0          | 0          | 0        | 0      | 0          | 0          | 1             | 0             | 0        | 0        | 1         | 0         |
| 11        | MF        | Josh Brownhill  | 2          | 0          | 0        | 0      | 0          | 0          | 1             | 0             | 0        | 0        | 3         | 0         |
| 13        | GK        | Nick Townsend   | 1          | 0          | 0        | 0      | 0          | 0          | 0             | 0             | 0        | 0        | 1         | 0         |
| 14        | MF        | Paul Digby      | 1          | 0          | 0        | 0      | 0          | 0          | 0             | 0             | 0        | 0        | 1         | 0         |
| 15        | MF        | Marley Watkins  | 7          | 0          | 1        | 0      | 0          | 0          | 1             | 0             | 0        | 0        | 9         | 0         |
| 18        | FW        | Conor Wilkinson | 4          | 0          | 0        | 0      | 0          | 0          | 0             | 0             | 0        | 0        | 4         | 0         |
| 18        | FW        | Ashley Fletcher | 2          | 0          | 0        | 0      | 0          | 0          | 0             | 0             | 0        | 0        | 2         | 0         |
| 19        | MF        | Ben Pearson     | 6          | 0          | 0        | 0      | 1          | 0          | 2             | 0             | 0        | 0        | 9         | 0         |
| 20        | MF        | Adam Hammill    | 4          | 1          | 0        | 0      | 0          | 0          | 2             | 0             | 1        | 0        | 7         | 1         |
| 21        | MF        | Daniel Crowley  | 2          | 0          | 0        | 0      | 0          | 0          | 0             | 0             | 0        | 0        | 2         | 0         |
| 22        | DF        | George Williams | 0          | 0          | 0        | 0      | 0          | 0          | 0             | 0             | 1        | 0        | 1         | 0         |
| 24        | FW        | Ivan Toney      | 1          | 0          | 0        | 0      | 0          | 0          | 2             | 0             | 0        | 0        | 3         | 0         |
| 26        | DF        | Alfie Mawson    | 2          | 0          | 0        | 0      | 1          | 0          | 0             | 0             | 0        | 0        | 3         | 0         |
| 27        | MF        | Kadeem Harris   | 1          | 0          | 0        | 0      | 0          | 0          | 0             | 0             | 0        | 0        | 1         | 0         |
| 32        | DF        | Reece Wabara    | 5          | 0          | 0        | 0      | 0          | 0          | 1             | 0             | 0        | 0        | 6         | 0         |
| 34        | MF        | Lloyd Isgrove   | 2          | 0          | 0        | 0      | 0          | 0          | 0             | 0             | 0        | 0        | 2         | 0         |
| 35        | DF        | Aidan White     | 4          | 0          | 0        | 0      | 0          | 0          | 0             | 0             | 0        | 0        | 4         | 0         |
| Tổng cộng | Tổng cộng | Tổng cộng       | 77         | 2          | 1        | 0      | 4          | 0          | 14            | 0             | 3        | 0        | 99        | 2         |

### Hợp đồng
| N  | V.trí | Q.tịch | Tên             | Tuổi | Trạng thái | Thời hạn hợp đồng | Ngày hết hạn     | Nguồn       |
| -- | ----- | ------ | --------------- | ---- | ---------- | ----------------- | ---------------- | ----------- |
| 16 | CF    | ENG    | George Maris    | 19   | Đã ký      | 1 năm             | tháng 6 năm 2016 | Barnsley FC |
| 1  | TM    | ENG    | Adam Davies     | 22   | Gia hạn    | 2 năm             | tháng 6 năm 2018 | BBC Sport   |
| 5  | HV    | WAL    | Lewin Nyatanga  | 26   | Đã ký      | 2 năm             | tháng 6 năm 2017 | BBC Sport   |
| 20 | TV    | ENG    | Adam Hammill    | 27   | Đã ký      | 6 tháng           | tháng 6 năm 2016 | BBC Sport   |
| 28 | HV    | ENG    | Jack Cowgill    | 19   | Gia hạn    | 1 năm             | tháng 6 năm 2017 | Barnsley FC |
| 36 | HV    | ENG    | Callum Evans    | 18   | Gia hạn    | 1 năm             | tháng 6 năm 2017 | Barnsley FC |
| 20 | TV    | ENG    | Adam Hammill    | 28   | Đã ký      | 2 năm             | tháng 6 năm 2018 | BBC Sport   |
| 3  | HV    | ENG    | George Smith    | 19   | Hủy bỏ     | Không tiết lộ     | tháng 6 năm 2016 | Barnsley FC |
| 22 | HV    | ENG    | George Williams | 23   | Hủy bỏ     | Không tiết lộ     | tháng 6 năm 2016 | Barnsley FC |
| 35 | HV    | ENG    | Aidan White     | 24   | Đã ký      | 1 năm             | tháng 6 năm 2017 | BBC Sport   |

Cập nhật gần đây nhất: 

## Chuyển nhượng

### Chuyển nhượng đến
| Từ ngày             | Vị trí | Quốc tịch | Tên            | Từ                           | Phí                 | Nguồn         |
| ------------------- | ------ | --------- | -------------- | ---------------------------- | ------------------- | ------------- |
| 1 tháng 7 năm 2015  | CB     | Anh       | Alfie Mawson   | Brentford                    | Chuyển nhượng tự do | [ 2 ]         |
| 1 tháng 7 năm 2015  | CB     | Anh       | Marc Roberts   | Halifax Town                 | Chuyển nhượng tự do | [ 3 ]         |
| 1 tháng 7 năm 2015  | LM     | Anh       | Marley Watkins | Inverness Caledonian Thistle | Chuyển nhượng tự do | [ 4 ]         |
| 25 tháng 7 năm 2015 | AM     | Úc        | Ryan Williams  | Fulham                       | Không tiết lộ       | [ 5 ]         |
| 15 tháng 8 năm 2015 | RB     | Anh       | Reece Wabara   | Doncaster Rovers             | Chuyển nhượng tự do | [ 6 ]         |
| 1 tháng 9 năm 2015  | GK     | Anh       | Nick Townsend  | Birmingham City              | Không tiết lộ       | [ 7 ]         |
| 1 tháng 9 năm 2015  | ST     | Anh       | Harry White    | Gloucester City              | Không tiết lộ       | [ 8 ]         |
| 3 tháng 9 năm 2015  | CF     | Canada    | Simeon Jackson | Coventry City                | Chuyển nhượng tự do | [ 9 ]         |
| 7 tháng 11 năm 2015 | RW     | Anh       | Adam Hammill   | Cầu thủ tự do                | Chuyển nhượng tự do | [ 10 ]        |
| 8 tháng 1 năm 2016  | RB     | Anh       | Aidan White    | Rotherham United             | Chuyển nhượng tự do | [ 11 ]        |
| 1 tháng 2 năm 2016  | MF     | Anh       | Charlie Harris | Brighton & Hove Albion       | Không tiết lộ       | [ 12 ]        |
| 1 tháng 2 năm 2016  | CF     | Anh       | Shaun Tuton    | FC Halifax                   | Không tiết lộ       | [ 12 ]        |
| 1 tháng 2 năm 2016  | MF     | Anh       | Josh Kay       | AFC Fylde                    | Không tiết lộ       | [ 12 ]        |
| 18 tháng 5 năm 2016 | CF     | Anh       | Stefan Payne   | Dover Athletic               | Không tiết lộ       | [ 13 ]        |
| 21 tháng 6 năm 2016 | AM     | Anh       | George Moncur  | Colchester United            | £500.000            | [ 14 ] [ 15 ] |
| 25 tháng 6 năm 2016 | CF     | Anh       | Elliot Lee     | West Ham United              | Không tiết lộ       | [ 16 ]        |

### Chuyển nhượng đi
| Từ ngày             | Vị trí | Quốc tịch   | Tên                | Đến                | Phí                 | Nguồn         |
| ------------------- | ------ | ----------- | ------------------ | ------------------ | ------------------- | ------------- |
| 1 tháng 7 năm 2015  | CM     | Anh         | Luke Berry         | Cambridge United   | Không tiết lộ       | [ 17 ]        |
| 1 tháng 7 năm 2015  | AM     | Anh         | Nana Boakye-Yiadom | Cầu thủ tự do      | Giải phóng          | [ 18 ]        |
| 1 tháng 7 năm 2015  | CB     | Anh         | Martin Cranie      | Huddersfield Town  | Chuyển nhượng tự do | [ 18 ]        |
| 1 tháng 7 năm 2015  | CF     | Anh         | Kane Hemmings      | Dundee             | Chuyển nhượng tự do | [ 18 ]        |
| 1 tháng 7 năm 2015  | CF     | Anh         | Dale Jennings      | Milton Keynes Dons | Chuyển nhượng tự do | [ 22 ]        |
| 1 tháng 7 năm 2015  | CF     | Anh         | Leroy Lita         | AO Chania          | Giải phóng          | [ 18 ]        |
| 1 tháng 7 năm 2015  | CM     | Bắc Ireland | Darren McKnight    | Shrewsbury Town    | Chuyển nhượng tự do | [ 24 ]        |
| 1 tháng 7 năm 2015  | CB     | Pháp        | Jean-Yves Mvoto    | Cầu thủ tự do      | Giải phóng          | [ 18 ]        |
| 1 tháng 7 năm 2015  | CB     | Anh         | Rhys Oates         | Hartlepool United  | Chuyển nhượng tự do | [ 18 ]        |
| 15 tháng 7 năm 2015 | GK     | Anh         | Ross Turnbull      | Leeds United       | Chuyển nhượng tự do | [ 26 ]        |
| 16 tháng 7 năm 2015 | RW     | Slovakia    | Milan Lalkovič     | Walsall            | Chuyển nhượng tự do | [ 27 ]        |
| 23 tháng 7 năm 2015 | CM     | Anh         | James Bailey       | Pune City          | Chuyển nhượng tự do | [ 28 ]        |
| 13 tháng 8 năm 2015 | RB     | Anh         | Mason Holgate      | Everton            | £2.000.000          | [ 29 ] [ 30 ] |
| 1 tháng 1 năm 2016  | RB     | Anh         | Reece Wabara       | Wigan Athletic     | Chuyển nhượng tự do | [ f ]         |
| 7 tháng 1 năm 2016  | CF     | Anh         | Mike Phenix        | Southport          | Chuyển nhượng tự do | [ 32 ]        |
| 18 tháng 2 năm 2016 | GK     | Wales       | Christian Dibble   | Chelmsford City    | Chuyển nhượng tự do | [ 33 ]        |
| 14 tháng 6 năm 2016 | CF     | Anh         | Harry White        | Solihull Moors     | Không tiết lộ       | [ 34 ]        |

1. ↑  Following Cranie's release he joined Huddersfield Town.[19]
2. ↑  Following Hemmings' release he joined Dundee.[20]
3. ↑  Sau khi giải phóng, Jennings gia nhập Milton Keynes Dons.[21]
4. ↑  Sau khi giải phóng, Lita gia nhập AO Chania.[23]
5. ↑  Sau khi giải phóng, Oates gia nhập  Hartlepool United.[25]
6. ↑  Sau khi hợp đồng của Wabara kết thúc, anh gia nhập Wigan Athletic.[31]

Tổng thu nhập:  £2.000.000

### Cho mượn đến
| Từ ngày              | Vị trí | Quốc tịch        | Tên             | Từ                | Đến ngày             | Nguồn         |
| -------------------- | ------ | ---------------- | --------------- | ----------------- | -------------------- | ------------- |
| 10 tháng 7 năm 2015  | CF     | Cộng hòa Ireland | Conor Wilkinson | Bolton Wanderers  | 4 tháng 1 năm 2016   | [ 35 ]        |
| 18 tháng 7 năm 2015  | CM     | Anh              | Ben Pearson     | Manchester United | 3 tháng 1 năm 2016   | [ 36 ]        |
| 18 tháng 7 năm 2015  | CM     | Anh              | Joe Rothwell    | Manchester United | 13 tháng 10 năm 2016 | [ 37 ]        |
| 31 tháng 7 năm 2015  | AM     | Anh              | Daniel Crowley  | Arsenal           | 30 tháng 10 năm 2015 | [ 38 ]        |
| 4 tháng 8 năm 2015   | GK     | Anh              | Nick Townsend   | Birmingham City   | 1 tháng 9 năm 2015   | [ 39 ]        |
| 22 tháng 8 năm 2015  | MF     | Anh              | Kadeem Harris   | Cardiff City      | 23 tháng 11 năm 2015 | [ 40 ]        |
| 1 tháng 9 năm 2015   | CF     | Anh              | Michael Smith   | Swindon Town      | 4 tháng 1 năm 2016   | [ 41 ]        |
| 24 tháng 10 năm 2015 | LW     | Wales            | Lloyd Isgrove   | Southampton       | Cuối mùa giải        | [ 42 ] [ 43 ] |
| 7 tháng 11 năm 2015  | CF     | Anh              | Ivan Toney      | Newcastle United  | 18 tháng 12 năm 2015 | [ 10 ]        |
| 17 tháng 11 năm 2015 | LB     | Anh              | Aidan White     | Rotherham United  | 3 tháng 1 năm 2016   | [ 44 ] [ b ]  |
| 19 tháng 11 năm 2015 | CB     | Cộng hòa Ireland | Kevin Long      | Burnley           | 19 tháng 2 năm 2016  | [ 45 ]        |
| 7 tháng 1 năm 2016   | CF     | Anh              | Ashley Fletcher | Manchester United | Cuối mùa giải        | [ 46 ]        |
| 14 tháng 1 năm 2016  | CM     | Anh              | Josh Brownhill  | Preston North End | Cuối mùa giải        | [ 47 ]        |
| 26 tháng 2 năm 2016  | WG     | Anh              | Harry Chapman   | Middlesbrough     | Cuối mùa giải        | [ 48 ]        |
| 24 tháng 3 năm 2016  | CF     | Anh              | Ivan Toney      | Newcastle United  | Cuối mùa giải        | [ 49 ]        |

1. ↑  Vào ngày 1 tháng 9 năm 2015, Townsend gia nhập vĩnh viễn.[7]
2. ↑  Vào ngày 8 tháng 1 năm 2016, White gia nhập vĩnh viễn.[11]

### Cho mượn đi
| Từ ngày             | Vị trí | Quốc tịch | Tên              | Đến                    | Đến ngày             | Nguồn        |
| ------------------- | ------ | --------- | ---------------- | ---------------------- | -------------------- | ------------ |
| 11 tháng 8 năm 2015 | ST     | Anh       | Mike Phenix      | Southport              | 3 tháng 1 năm 2016   | [ 50 ]       |
| 18 tháng 8 năm 2015 | RB     | Anh       | George Williams  | Barrow                 | 19 tháng 11 năm 2015 | [ 51 ]       |
| 28 tháng 8 năm 2015 | GK     | Wales     | Christian Dibble | Chelmsford City        | 28 tháng 11 năm 2015 | [ 52 ] [ a ] |
| 22 tháng 9 năm 2015 | CF     | Anh       | George Maris     | Guiseley               | 24 tháng 10 năm 2015 | [ 54 ]       |
| 4 tháng 1 năm 2016  | CM     | Anh       | Paul Digby       | Ipswich Town           | Cuối mùa giải        | [ 55 ]       |
| 9 tháng 1 năm 2016  | LB     | Anh       | George Smith     | Crawley Town           | tháng 2 năm 2016     | [ 56 ]       |
| 1 tháng 2 năm 2016  | CF     | Anh       | Harry White      | Kidderminster Harriers | Cuối mùa giải        | [ 57 ]       |
| 1 tháng 2 năm 2016  | CF     | Anh       | George Maris     | Lincoln City           | Cuối mùa giải        | [ 58 ]       |

1. ↑  Vào ngày 24 tháng 9 năm 2015, việc cho mượn Dibble được gia hạn đến ngày 28 tháng 11 năm 2015.[53]

## Giải đấu

### Giao hữu trước mùa giải
| 11 tháng 7 năm 2015 Giao hữu | Stalybridge Celtic | 0-1     | Barnsley            | Stalybridge              |  |
| 15:00 BST                    |                    | Kết quả | Chalmers 60' (l.n.) | Sân vận động: Bower Fold |  |

| 14 tháng 7 năm 2015 Giao hữu | Guiseley | 0-0     | Barnsley | Guiseley                      |  |
| 19:00 BST                    |          | Kết quả |          | Sân vận động: Nethermoor Park |  |

| 18 tháng 7 năm 2015 Bobby Hassell Testimonial | Barnsley                                                     | 4–3     | Mansfield Town XI                   | Barnsley                                     |  |
| 15:00 BST                                     | Hassell 7' (ph.đ.) · Ball 37' · Rothwell 67' · Nardiello 83' | Kết quả | Green 9' · Lambe 30' · Westcarr 85' | Sân vận động: Oakwell Trọng tài: David Coote |  |

| 21 tháng 7 năm 2015 Giao hữu | Kilmarnock | 0-1     | Barnsley      | Kilmarnock, Scotland                              |  |
| 19:00 BST                    |            | Kết quả | Wilkinson 54' | Sân vận động: Rugby Park Trọng tài: Don Robertson |  |

| 24 tháng 7 năm 2015 Giao hữu | Barton Town Old Boys | 1-0     | Barnsley XI | Barton-upon-Humber                |  |
| 19:00 BST                    | Phillips             | Kết quả |             | Sân vận động: The Euronics Ground |  |

| 28 tháng 7 năm 2015 Giao hữu | Frickley Athletic | 1-0     | Barnsley XI | South Elmsall                                       |  |
| 19:00 BST                    | Thomas 16'        | Kết quả |             | Sân vận động: Westfield Lane Trọng tài: Luke Watson |  |

| 29 tháng 7 năm 2015 Giao hữu | Barnsley | 0–4     | Middlesbrough                   | Barnsley                                        |  |
| 19:00 BST                    |          | Kết quả | Kike 47', 74' · Adomah 49', 66' | Sân vận động: Oakwell Trọng tài: Darren England |  |

| 1 tháng 8 năm 2015 Giao hữu | Barnsley                    | 2-1     | Huddersfield Town | Barnsley                                                                             |  |
| 15:00 BST                   | Thắngnall 33' · Holgate 47' | Kết quả | Wells 20'         | Sân vận động: Oakwell Lượng khán giả: 2.787 (647 Huddersfield) Trọng tài: Ross Joyce |  |

### Football League One

#### Bảng xếp hạng
Bảng xếp hạng Football League One 2015-16

#### Trận đấu
| 8 tháng 8 năm 2015 1 | Chesterfield                                                     | 3-1     | Barnsley           | Chesterfield                                                               |  |
| 15:00 BST            | Evatt 35' · O'Shea 49' · Ebanks-Blake 72' · Morsy 73' · Hird 77' | Kết quả | Wilkinson 4' · 37' | Sân vận động: Proact Stadium Lượng khán giả: 8.117 Trọng tài: Andy Woolmer |  |

| 15 tháng 8 năm 2015 2 | Barnsley                         | 1-0     | Burton Albion | Barnsley                                                              |  |
| 15:00 BST             | Scowen 50' · Hourihane 67' (pen) | Kết quả | Naylor 28'    | Sân vận động: Oakwell Lượng khán giả: 8.583 Trọng tài: Jeremy Simpson |  |

| 18 tháng 8 năm 2015 3 | Millwall           | 2–3         | Barnsley                                  | London                                                                 |  |
| 19:45 BST             | Onyedinma 26', 83' | BBC Kết quả | 38' Thắngnall · 56' Mawson · 90' Nyatanga | Sân vận động: New Den Lượng khán giả: 7.657 Trọng tài: Dean Whitestone |  |

| 22 tháng 8 năm 2015 4 | Barnsley | 0-0         | Bradford City | Barnsley                                                               |  |
| 15:00 BST             |          | BBC Kết quả |               | Sân vận động: Oakwell Lượng khán giả: 10.342 Trọng tài: Eddie Ilderton |  |

| 29 tháng 8 năm 2015 5 | Rochdale                                 | 3-0     | Barnsley | Rochdale                                                            |  |
| 15:00 BST             | Andrew 8' · Vincenti 36' · Henderson 63' | Kết quả |          | Sân vận động: Spotland Lượng khán giả: 3.618 Trọng tài: Gary Sutton |  |

| 5 tháng 9 năm 2015 6 | Barnsley      | 1-2     | Shrewsbury Town      | Barnsley                                                             |  |
| 15:00 BST            | Thắngnall 38' | Kết quả | 6' Ellis · 90' Clark | Sân vận động: Oakwell Lượng khán giả: 8.630 Trọng tài: Stuart Atwell |  |

| 12 tháng 9 năm 2015 7 | Barnsley                                                | 4-1     | Swindon Town        | Barnsley                                                           |  |
| 15:00 BST             | Watkins 22' · Wabara 44' · Nyatanga 59' · Hourihane 76' | Kết quả | Nyatanga 20' (l.n.) | Sân vận động: Oakwell Lượng khán giả: 8.227 Trọng tài: Darren Bond |  |

| 19 tháng 9 năm 2015 8 | Blackpool   | 1-1     | Barnsley     | Blackpool                                                                     |  |
| 15:00 BST             | Redshaw 55' | Kết quả | Hourihane 8' | Sân vận động: Bloomfield Road Lượng khán giả: 7.542 Trọng tài: Chris Kavanagh |  |

| 26 tháng 9 năm 2015 9 | Barnsley                    | 2-0     | Gillingham | Barnsley                                                              |  |
| 15:00 BST             | Pearson 18' · Thắngnall 45' | Kết quả |            | Sân vận động: Oakwell Lượng khán giả: 8.354 Trọng tài: Darren Deadman |  |

| 3 tháng 10 năm 2015 10 | Doncaster Rovers             | 2-1     | Barnsley      | Doncaster                                                                      |  |
| 15:00 BST              | Anderson 35' · Chaplow 90+1' | Kết quả | Thắngnall 60' | Sân vận động: Sân vận động Keepmoat Lượng khán giả: 9.033 Trọng tài: Lee Mason |  |

| 10 tháng 10 năm 2015 11 | Barnsley   | 1-2     | Crewe Alexandra                 | Barnsley                                                          |  |
| 15:00 BST               | Mawson 16' | Kết quả | Colclough 14' · Dalla Valle 79' | Sân vận động: Oakwell Lượng khán giả: 8.406 Trọng tài: Mark Brown |  |

| 17 tháng 10 năm 2015 12 | Southend United              | 2-1     | Barnsley           | Southend-on-Sea                                                              |  |
| 15:00 BST               | Wordsworth 36' · Prosser 43' | Kết quả | Scowen 24' (ph.đ.) | Sân vận động: Roots Hall Lượng khán giả: 6.572 Trọng tài: Charles Breakspear |  |

| 20 tháng 10 năm 2015 13 | Barnsley | 0-2     | Walsall                  | Barnsley                                                                        |  |
| 19:45 BST               |          | Kết quả | Evans 62' · Lalkovič 70' | Sân vận động: Oakwell Lượng khán giả: 8.561 Trọng tài: Scott Duncan (trọng tài) |  |

| 24 tháng 10 năm 2015 14 | Barnsley | 0-1     | Fleetwood Town | Barnsley                                                            |  |
| 15:00 BST               |          | Kết quả | Procter 29'    | Sân vận động: Oakwell Lượng khán giả: 8.764 Trọng tài: Carl Boyeson |  |

| 31 tháng 10 năm 2015 15 | Scunthorpe United          | 2-0     | Barnsley | Scunthorpe                                                                  |  |
| 15:00 GMT               | Hopper 6' · McSheffrey 41' | Kết quả |          | Sân vận động: Glanford Park Lượng khán giả: 4.147 Trọng tài: Stuart Attwell |  |

| 3 tháng 11 năm 2015 16 | Coventry City                          | 4–3     | Barnsley                              | Coventry                                                                 |  |
| 19:45 GMT              | Kent 3' · Armstrong 18' 52' · Cole 60' | Kết quả | Mawson 48' · Scowen 54' 90+6' (ph.đ.) | Sân vận động: Ricoh Arena Lượng khán giả: 10.954 Trọng tài: Michael Bull |  |

| 14 tháng 11 năm 2015 17 | Barnsley      | 1-2     | Port Vale                    | Barnsley                                                               |  |
| 15:00 GMT               | Thắngnall 77' | Kết quả | Leitch-Smith 40' · Foley 47' | Sân vận động: Oakwell Lượng khán giả: 8.696 Trọng tài: Tony Harrington |  |

| 21 tháng 11 năm 2015 18 | Oldham Athletic | 1-2     | Barnsley                 | Oldham                                                                        |  |
| 15:00 GMT               | Yeates 78'      | Kết quả | Hourihane 30' · Long 89' | Sân vận động: Boundary Park Lượng khán giả: 4.300 Trọng tài: Graham Salisbury |  |

| 24 tháng 11 năm 2015 19 | Peterborough United                    | 3-2         | Barnsley                                             | Peterborough                                                              |  |
| 19:45 GMT               | Angol 24' · Addison 62' · Maddison 73' | BBC Kết quả | Conor Hourihane 38' (pen) · Thắngnall 77' · Long 83' | Sân vận động: ABAX Stadium Lượng khán giả: 4.783 Trọng tài: Nick Kinseley |  |

| 28 tháng 11 năm 2015 20 | Barnsley        | 1-1     | Sheffield United | Barnsley                                                               |  |
| 12:15 GMT               | Hourihane 90+5' | Kết quả | Basham 14'       | Sân vận động: Oakwell Lượng khán giả: 13.571 Trọng tài: Neil Swarbrick |  |

| 12 tháng 12 năm 2015 21 | Colchester United       | 2–3     | Barnsley                                | Colchester                                                                                 |  |
| 15:00 GMT               | Moncur 67' · Porter 70' | Kết quả | 18' Hourihane · 40' Hammill · 60' Toney | Sân vận động: Weston Homes Community Stadium Lượng khán giả: 3.265 Trọng tài: Steve Martin |  |

| 19 tháng 12 năm 2015 22 | Barnsley | 0-2     | Wigan Athletic              | Barnsley                                                               |  |
| 15:00 GMT               |          | Kết quả | Kellett 18' · Wildschut 86' | Sân vận động: Oakwell Lượng khán giả: 8.866 Trọng tài: Seb Stockbridge |  |

| 26 tháng 12 năm 2015 Hoãn | Bury | P–P     | Barnsley | Bury                    |  |
| 15:00 BST                 |      | Kết quả |          | Sân vận động: Gigg Lane |  |

| 28 tháng 12 năm 2015 24 | Barnsley                                        | 4-2     | Blackpool               | Barnsley                                                               |  |
| 15:00 GMT               | Thắngnall 3', 54' · Watkins 56' · Templeton 90' | Kết quả | 52' Cullen · 90' Little | Sân vận động: Oakwell Lượng khán giả: 9.072 Trọng tài: Chris Sarginson |  |

| 2 tháng 1 năm 2016 25 | Barnsley                    | 2-1     | Millwall    | Barnsley                                                            |  |
| 15:00 GMT             | Thắngnall 12' · Hammill 67' | Kết quả | 61' Morison | Sân vận động: Oakwell Lượng khán giả: 8.700 Trọng tài: James Adcock |  |

| 16 tháng 1 năm 2016 26 | Shrewsbury Town | 0–3 | Barnsley                        | Shrewsbury                                                           |  |
| 15:00 GMT              |                 |     | 15', 21' Thắngnall · 72' Mawson | Sân vận động: New Meadow Lượng khán giả: 5.446 Trọng tài: Phil Gibbs |  |

| 23 tháng 1 năm 2016 27 | Barnsley                                                     | 6-1     | Rochdale         | Barnsley                                    |  |
| 15:00 GMT              | Mawson 8' · Thắngnall 52', 69', 89' · Watkins 84' · Long 90' | Kết quả | 65' Mendez-Laing | Sân vận động: Oakwell Lượng khán giả: 8.823 |  |

| 26 tháng 1 năm 2016 28 | Bradford City | 0-1     | Barnsley                   | Bradford                                                   |  |
| 19:45 GMT              | McMahon 87'   | Kết quả | Watkins 2' · Thắngnall 45' | Sân vận động: Coral Windows Stadium Lượng khán giả: 17.470 |  |

| 30 tháng 1 năm 2016 29 | Swindon Town | 0-1     | Barnsley      | Swindon                                                                   |  |
| 15:00 GMT              |              | Kết quả | 88' Thắngnall | Sân vận động: County Ground Lượng khán giả: 7.532 Trọng tài: Tim Robinson |  |

| 7 tháng 2 năm 2016 30 | Barnsley                                  | 3-0     | Bury | Barnsley                                                           |  |
| 15:00 GMT             | Watkins 20' · Thắngnall 55' · Hammill 66' | Kết quả |      | Sân vận động: Oakwell Lượng khán giả: 9.443 Trọng tài: Andy Haines |  |

| 13 tháng 2 năm 2016 31 | Gillingham                           | 2-1     | Barnsley      | Gillingham                                                                          |  |
| 15:00 GMT              | Samuel 25' · Donnelly 44' · Dack 63' | Kết quả | Hourihane 62' | Sân vận động: Sân vận động Priestfield Lượng khán giả: 5.887 Trọng tài: Darren Bond |  |

| 20 tháng 2 năm 2016 32 | Barnsley                 | 1-0     | Doncaster Rovers | Barnsley                                                              |  |
| 15:00 GMT              | White 13' · Fletcher 81' | Kết quả | Grant 22'        | Sân vận động: Oakwell Lượng khán giả: 11.638 Trọng tài: Andrew Madley |  |

| 23 tháng 2 năm 2016 23 | Bury                                                     | 0-0     | Barnsley                               | Bury                                                                  |  |
| 19:45 GMT              | Soares 26' · Tutte 43' · Rose 70' · Riley 75' · Pope 82' | Kết quả | Scowen 25' · Roberts 32' · Hammill 82' | Sân vận động: Gigg Lane Lượng khán giả: 3.160 Trọng tài: Carl Boyeson |  |

| 27 tháng 2 năm 2016 33 | Crewe Alexandra                   | 1-2     | Barnsley                                                            | Crewe                                                                                 |  |
| 15:00 GMT              | Fox 5' · Guthrie 32' · Nugent 66' | Kết quả | Bree 45+1' · Thắngnall 53' · Watkins 62' · Mawson 67' · Isgrove 69' | Sân vận động: Sân vận động Alexandra Lượng khán giả: 4.451 Trọng tài: Seb Stockbridge |  |

| 1 tháng 3 năm 2016 34 | Barnsley                                       | 2-0     | Coventry City | Barnsley                                                          |  |
| 19:45 GMT             | Roberts 10' · Fletcher 60' 73' · Brownhill 70' | Kết quả | Ricketts 58'  | Sân vận động: Oakwell Lượng khán giả: 9.344 Trọng tài: Ross Joyce |  |

| 5 tháng 3 năm 2016 35 | Walsall      | 1–3     | Barnsley                                                               | Walsall                                                                   |  |
| 15:00 GMT             | Bradshaw 28' | Kết quả | Fletcher 17' · Brownhill 50' · Harry Chapman 56' · Callum Connolly 79' | Sân vận động: Banks's Stadium Lượng khán giả: 5.199 Trọng tài: Gavin Ward |  |

| 12 tháng 3 năm 2016 36 | Barnsley                       | 0-2     | Southend United                                        | Barnsley                                                              |  |
| 15:00 GMT              | Thắngnall 90+4' · Mawson 90+6' | Kết quả | Payne 4' · Bentley 23' · Wordsworth 37' · Timlin 90+6' | Sân vận động: Oakwell Lượng khán giả: 9.903 Trọng tài: Brendan Malone |  |

| 19 tháng 3 năm 2016 37 | Fleetwood Town | 0-2     | Barnsley                                                         | Fleetwood                                                                         |  |
| 15:00 GMT              | Davis 31'      | Kết quả | Thắngnall 31' · Fletcher 40' · Davis 47' (l.n.) · Scowen 84' 87' | Sân vận động: Sân vận động Highbury Lượng khán giả: 3.470 Trọng tài: Kevin Wright |  |

| 25 tháng 3 năm 2016 38 | Barnsley                 | 0-0     | Scunthorpe United | Barnsley                                                                |  |
| 15:00 GMT              | Scowen 37' · Roberts 60' | Kết quả | King 90+3'        | Sân vận động: Oakwell Lượng khán giả: 10.122 Trọng tài: Darren Drysdale |  |

| 28 tháng 3 năm 2016 39 | Port Vale    | 0-1     | Barnsley                                 | Burslem                                                                           |  |
| 15:00 GMT              | Dickinson 8' | Kết quả | Hourihane 9' 68' · Toney 17' · White 56' | Sân vận động: Vale Park Lượng khán giả: 4.839 Trọng tài: Scott Duncan (trọng tài) |  |

| 9 tháng 4 năm 2016 40 | Barnsley        | 1-2     | Chesterfield                                        | Barnsley                                                               |  |
| 15:00 GMT             | Hammill 75' 83' | Kết quả | Novak 57' · Lee 70' · Campbell-Ryce 76' · Banks 81' | Sân vận động: Oakwell Lượng khán giả: 10.645 Trọng tài: Neil Swarbrick |  |

| 12 tháng 4 năm 2016 41 | Barnsley                      | 2-1     | Oldham Athletic                                                 | Barnsley                                                            |  |
| 19:45 GMT              | Thắngnall 45' 55' 83' (ph.đ.) | Kết quả | Gerrard 52' · Coleman 55' · Main 68' · Dummigan 74' · Dieng 81' | Sân vận động: Oakwell Lượng khán giả: 8.871 Trọng tài: Simon Hooper |  |

| 16 tháng 4 năm 2016 42 | Burton Albion                              | 0-0     | Barnsley | Burton upon Trent                                                                 |  |
| 15:00 GMT              | Flanagan 57' · Edwards 89' · Choudhury 90' | Kết quả |          | Sân vận động: Sân vận động Pirelli Lượng khán giả: 4.858 Trọng tài: Andrew Davies |  |

| 19 tháng 4 năm 2016 43 | Barnsley                     | 1-0     | Peterborough United                                      | Barnsley                                                            |  |
| 19:45 GMT              | Hourihane 40' · Williams 90' | Kết quả | Forrester 40' · Bostwick 45' · Zakuani 81' · Alnwick 88' | Sân vận động: Oakwell Lượng khán giả: 8.886 Trọng tài: Michael Bull |  |

| 23 tháng 4 năm 2016 44 | Sheffield United | 0-0     | Barnsley | Sheffield                                         |  |
| 12:30 GMT              |                  | Kết quả |          | Sân vận động: Bramall Lane Lượng khán giả: 23.307 |  |

| 30 tháng 4 năm 2016 45 | Barnsley                         | 2-2     | Colchester United          | Barnsley                                                             |  |
| 15:00 GMT              | Fletcher 57' 80' · Hourihane 64' | Kết quả | Moncur 42' · Lapslie 90+8' | Sân vận động: Oakwell Lượng khán giả: 12.021 Trọng tài: Nigel Miller |  |

| 8 tháng 5 năm 2016 46 | Wigan Athletic                         | 1–4     | Barnsley                                                                  | Wigan                                                                           |  |
| 12:30 GMT             | Grigg 10' · Perkins 34' · McCann 90+4' | Kết quả | Thắngnall 33' (ph.đ.) 44' · Hourihane 56' · Brownhill 74' · Hammill 90+4' | Sân vận động: Sân vận động DW Lượng khán giả: 18.730 Trọng tài: Tony Harrington |  |

### Play-off League One
| 14 tháng 5 năm 2016 Lượt đi | Barnsley                                  | 3-0     | Walsall | Barnsley                                                             |  |
| 17:30 GMT                   | Demetriou 45' (l.n.) · Thắngnall 54', 55' | Kết quả |         | Sân vận động: Oakwell Lượng khán giả: 16.051 Trọng tài: Peter Bankes |  |

| 19 tháng 5 năm 2016 Lượt về | Walsall  | 1–3 (TTS 1-6) | Barnsley                                   | Walsall                                                                          |  |
| 19:45 GMT                   | Cook 85' | Kết quả       | Hammill 18' · Fletcher 66' · Brownhill 90' | Sân vận động: Sân vận động Banks Lượng khán giả: 8.022 Trọng tài: Darren Deadman |  |

| 29 tháng 5 năm 2016 Chung kết | Barnsley                                                             | 3-1     | Millwall    | London                                                                              |  |
| 15:00 GMT                     | Fletcher 2' · Hammill 19' · Williams 28' · Roberts 63' · Isgrove 74' | Kết quả | Beevers 34' | Sân vận động: Sân vận động Wembley Lượng khán giả: 51.277 Trọng tài: Stuart Attwell |  |

### League Cup
| 11 tháng 8 năm 2015 Vòng Một                                                 | Scunthorpe United  | 1-1 (6–7 p)                                                                   | Barnsley           | Scunthorpe                                                                    |  |
| 19:45 BST                                                                    | Madden 52' (ph.đ.) | Kết quả                                                                       | Scowen 47' (ph.đ.) | Sân vận động: Glanford Park Lượng khán giả: 3.003 Trọng tài: Graham Salisbury |  |
|                                                                              |                    | Loạt sút luân lưu                                                             |                    |                                                                               |  |
| Madden · Hopper · Adelakun · Laird · Bishop · van Veen · Mirfin · McAllister |                    | Thắngnall · Hourihane · Scowen · Mawson · Roberts · Pearson · Nyatanga · Bree |                    |                                                                               |  |

| 25 tháng 8 năm 2015 Vòng Hai | Barnsley                                  | 3–5 (s.h.p.) | Everton                                                             | Barnsley                                      |  |
| 19:45 BST                    | Thắngnall 22' · Watkins 28' · Crowley 60' | Kết quả      | Mirallas 51' · Naismith 59' · Lukaku 78', 115' · Roberts 96' (l.n.) | Sân vận động: Oakwell Trọng tài: Simon Hooper |  |

### Football League Trophy
| 1 tháng 9 năm 2015 Vòng Một | Scunthorpe United | 1-2     | Barnsley                   | Scunthorpe                                                             |  |
| 19:45 BST                   | Goode 90'         | Kết quả | Nyatanga 62' · Watkins 76' | Sân vận động: Glanford Park Lượng khán giả: 1.796 Trọng tài: Ben Toner |  |

| 13 tháng 10 năm 2015 Vòng Hai | Bradford City | 1-2     | Barnsley                 | Bradford                                                                   |  |
| 19:45 BST                     | Knott 22'     | Summary | Watkins 45' · Mawson 69' | Sân vận động: Valley Parade Lượng khán giả: 4.127 Trọng tài: Trevor Kettle |  |

| 10 tháng 11 năm 2015 Vòng Ba | Barnsley                  | 2-1     | York City   | Barnsley                                                          |  |
| 19:45 GMT                    | Pearson 67' · Hammill 83' | Kết quả | Coulson 40' | Sân vận động: Oakwell Lượng khán giả: 3.360 Trọng tài: David Webb |  |

| 5 tháng 12 năm 2015 Bán kết phía Bắc | Wigan Athletic | 2-2 (2–4 p)                            | Barnsley                | Wigan                                                                     |  |
| 15:00 GMT                            | Grigg 48', 82' | Kết quả                                | 42' Hammill · 53' Toney | Sân vận động: Sân vận động DW Lượng khán giả: 6.628 Trọng tài: Keith Hill |  |
|                                      |                | Loạt sút luân lưu                      |                         |                                                                           |  |
| Power · Davies · Perkins · Flores    |                | Hourihane · Toney · Thắngnall · Mawson |                         |                                                                           |  |

| 9 tháng 1 năm 2016 Chung kết phía Bắc lượt đi | Barnsley     | 1-1     | Fleetwood Town  | Barnsley                                                            |  |
| 15:00 GMT                                     | Fletcher 73' | Kết quả | 61' (og) Davies | Sân vận động: Oakwell Lượng khán giả: 11.403 Trọng tài: Fred Graham |  |

| 4 tháng 2 năm 2016 Chung kết phía Bắc lượt về | Fleetwood Town | 1-1 (s.h.p.) (TTS 2-2) (2–4 p)                  | Barnsley                      | Fleetwood                                                                           |  |
| 19:45 GMT                                     | Hunter 81'     | Kết quả                                         | Brownhill 42' · Hourihane 67' | Sân vận động: Sân vận động Highbury Lượng khán giả: 3.705 Trọng tài: Eddie Ilderton |  |
|                                               |                | Loạt sút luân lưu                               |                               |                                                                                     |  |
| Ball · Grant · McLaughlin · Bell              |                | Long · Hourihane · Scowen · Thắngnall · Hammill |                               |                                                                                     |  |

| 3 tháng 4 năm 2016 Chung kết | Barnsley                                                    | 3-2     | Oxford United                          | London                                                                            |  |
| GMT                          | Dunkley 52' (l.n.) Fletcher 68' · Hammill 74' · Toney 90+7' | Kết quả | O'Dowda 29' · Hylton 76' · Maguire 81' | Sân vận động: Sân vận động Wembley Lượng khán giả: 59.230 Trọng tài: Andy Woolmer |  |

### Cúp FA
| 7 tháng 11 năm 2015 Vòng Một | Altrincham        | 1-0     | Barnsley | Altrincham                                                           |  |
| 15:00                        | Damian Reeves 46' | Kết quả |          | Sân vận động: Moss Lane Lượng khán giả: 2.571 Trọng tài: Andy Haines |  |

## Tóm tắt kết quả
| Số trận thi đấu            | 59 (46 League One, 1 Cúp FA, 2 League Cup, 7 League Trophy, 3 Play-off)  |
| Số trận thắng              | 30 (22 League One, 0 Cúp FA, 1 League Cup, 7 League Trophy, 3 Play-off)  |
| Số trận hòa                | 9 (8 League One, 0 Cúp FA, 1 League Cup, 0 League Trophy)                |
| Số trận thua               | 18 (16 League One, 1 Cúp FA, 1 League Cup, 0 League Trophy, 0 Play-off)  |
| Số bàn thắng ghi được      | 96 (70 League One, 0 Cúp FA, 4 League Cup, 13 League Trophy, 9 Play-off) |
| Số bàn thắng thủng lưới    | 72 (54 League One, 1 Cúp FA, 6 League Cup, 9 League Trophy, 2 Play-off)  |
| Hiệu số bàn thắng          | +16                                                                      |
| Số trận giữ sạch lưới      | 17 (16 League One, 0 Cúp FA, 0 League Cup, 0 League Trophy, 1 Play-off)  |
| Thẻ vàng                   | 99 (77 League One, 1 Cúp FA, 4 League Cup, 14 League Trophy, 3 Play-off) |
| Thẻ đỏ                     | 2 (2 League One, 0 Cúp FA, 0 League Cup, 0 League Trophy)                |
| Worst discipline           | Conor Hourihane (11 , 0 )                                                |
| Kết quả tốt nhất           | 6-1 vs Rochdale (23 tháng 1 năm 2016)                                    |
| Kết quả tệ nhất            | 0–3 vs Rochdale (29 tháng 8 năm 2015)                                    |
| Cầu thủ ra sân nhiều nhất  | Alfie Mawson (59)                                                        |
| Cầu thủ ghi bàn nhiều nhất | Sam Winnall (24)                                                         |
| Điểm                       | 74                                                                       |

| Đối thủ             | Tỉ số sân nhà | Tỉ số sân khách | Cú đúp |
| ------------------- | ------------- | --------------- | ------ |
| Blackpool           | 4-2           | 1-1             | Không  |
| Bradford City       | 0-0           | 1-0             | Không  |
| Burton Albion       | 1-0           | 0-0             | Không  |
| Bury                | 3-0           | 0-0             | Không  |
| Chesterfield        | 1-2           | 1–3             | Không  |
| Colchester United   | 2-2           | 3-2             | Không  |
| Coventry City       | 2-0           | 3–4             | Không  |
| Crewe Alexandra     | 1-2           | 2-1             | Không  |
| Doncaster Rovers    | 1-0           | 1-2             | Không  |
| Fleetwood Town      | 0-1           | 2-0             | Không  |
| Gillingham          | 2-0           | 1-2             | Không  |
| Millwall            | 2-1           | 3-2             | Có     |
| Oldham Athletic     | 2-1           | 2-1             | Có     |
| Peterborough United | 1-0           | 2–3             | Không  |
| Port Vale           | 1-2           | 1-0             | Không  |
| Rochdale            | 6-1           | 0–3             | Không  |
| Scunthorpe United   | 0-0           | 0-2             | Không  |
| Sheffield United    | 0-0           | 1-1             | Không  |
| Shrewsbury Town     | 1-2           | 3-0             | Không  |
| Southend United     | 0-2           | 1-2             | Không  |
| Swindon Town        | 4-1           | 1-0             | Có     |
| Walsall             | 0-2           | 3-1             | Không  |
| Wigan Athletic      | 0-2           | 4-1             | Không  |